# Diana Serra Cary
Diana Serra Cary, pseudonimo di Peggy-Jean Montgomery, nota anche come Baby Peggy (San Diego, 29 ottobre 1918 – Gustine, 24 febbraio 2020), è stata un'attrice statunitense, una dei tre principali attori bambini di Hollywood nell'era del cinema muto con Jackie Coogan e Baby Marie Osborne.
Nel suo periodo d'oro, tra il 1921 e il 1924, fu famosa quanto le maggiori star adulte. Benché avesse guadagnato milioni di dollari, come Coogan vide la sua fortuna dilapidata dai genitori e, da adulta, soffrì di gravi crisi depressive. Riuscì a costruirsi una carriera col nome di Diana Serra Cary, come pubblicista, biografa e storica di Hollywood.

## Biografia
Secondogenita di Marian e Jack Montgomery, alcune fonti riportano come suo nome di battesimo quello di Margaret, ma lei stessa, nella sua autobiografia, annotò di essere stata chiamata Peggy-Jean.. La famiglia Montgomery era già in qualche modo coinvolta nel settore del cinema, suo padre Jack lavorava infatti come stuntman.

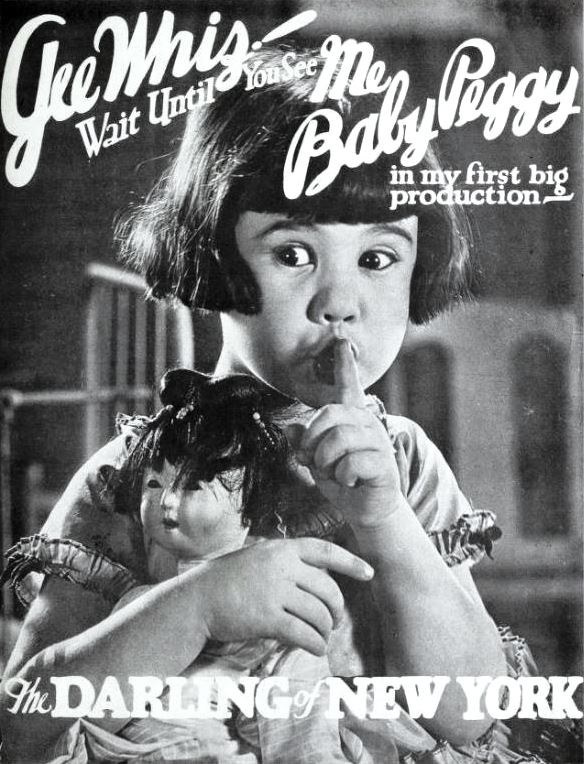
Baby Peggy a 5 anni nel film L'orfanella di New York

Baby Peggy fu "scoperta" all'età di 19 mesi, durante una sua visita ai Century Studios su Sunset Boulevard a Hollywood con la madre. Colpito dai modi educati di Peggy e dalla sua prontezza nel seguire le indicazioni del padre, il regista Fred Hibbard decise di assumere la bambina per una serie di cortometraggi con la stella canina della Century, Brownie the Dog. Dopo il successo del primo film, Her Circus Man (1921), a Peggy fu offerto un contratto pluriennale con la Century. Tra il 1921 e il 1923, apparve in numerosi cortometraggi e nei suoi primi lungometraggi. Dal 1923 cominciò a lavorare per gli Universal Studios, il che le diede l'opportunità di lavorare in molti più lungometraggi, tra cui Capitan Baby (1924), considerato il suo film più riuscito. 
Baby Peggy fu coinvolta in una frenetica attività promozionale della sua immagine e dei suoi film, con una presenza continua e costante sulla stampa e in manifestazioni pubbliche. Nel 1924 fu la mascotte della Convenzione democratica accanto a Franklin Delano Roosevelt. La realtà era però molto diversa dalle apparenze, per la durezza delle condizioni di lavoro a cui era sottoposta otto ore al giorno, sei giorni alla settimana. Sul set non le erano risparmiate nemmeno situazioni pericolose. Degli enormi guadagni della bambina, niente fu messo da parte per la sua istruzione o per il suo futuro.
Nel 1925 la carriera cinematografica di Peggy si interruppe bruscamente, in seguito ad un litigio tra suo padre (che le faceva da agente) e il produttore. Tra il 1925 e il 1929 le si aprirono le porte non meno lucrative del vaudeville, anche se questo passaggio la portò a condizioni di vita e di lavoro ancora più stressanti, continuamente "on the road" da una città all'altra, da un teatro all'altro. La salute di Peggy ne soffrì gravemente. Il crollo della Borsa nel 1929 provocò il tracollo economico della famiglia, che dopo anni di lussi e spese eccessive si ritrovò completamente rovinata. Peggy dovette trovare un lavoro anche solo per pagarsi gli studi e, sotto pressione della famiglia, durante gli anni Trenta cercò con tutte le forze, ma senza alcun successo, di riprendere la carriera di attrice, pur disprezzando ormai Hollywood. Alla fine non le rimase altra alternativa che scappare di casa, sposarsi con l'attore Gordon Ayres e lasciare le scene. Il matrimonio fini con il divorzio nel 1948. 

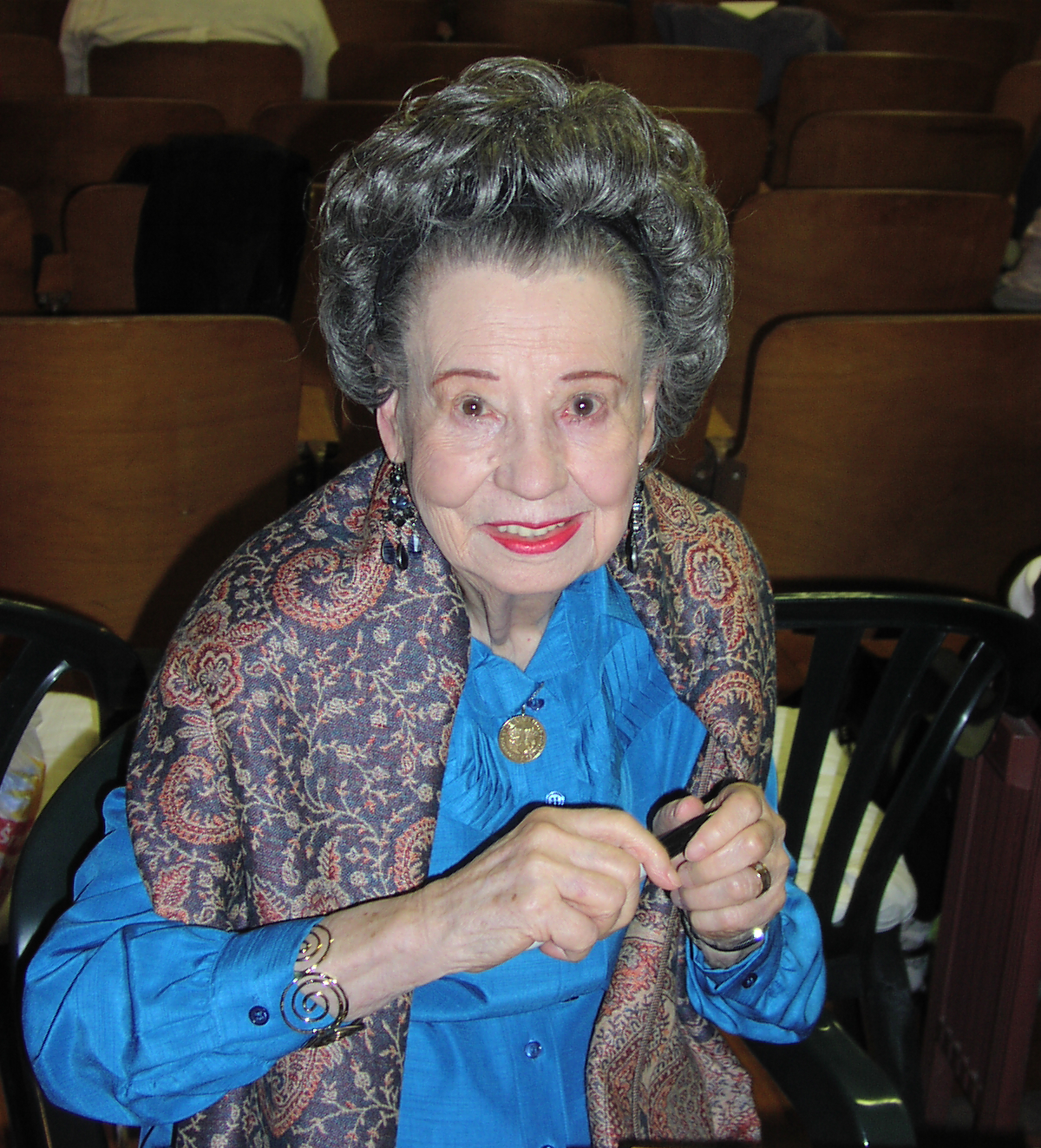
Diana Serra Cary nel 2012

Nel 1954 si risposò con l'artista Robert "Bob" Cary, e da questo momento cominciò a presentarsi con il nome di Diana Serra Cary, allo scopo di perseguire con più tranquillità la sua vocazione di scrittrice e di prendere le distanze dal passato. Ebbe inizio così una nuova fase nella vita di Peggy, che seppe reinventarsi come autrice di libri di successo sul cinema di Hollywood e come avvocato difensore dei diritti degli attori bambini. I suoi libri e la sua autobiografia furono i primi, fin dagli anni Settanta, ad offrire una sguardo dall'interno sui meccanismi di sfruttamento degli attori bambini e sulle difficili condizioni psicologiche del loro lavoro.
Nel 1982 collaborò alla realizzazione del documentario Hollywood's Children, basato su suoi scritti. Da allora comparve in diversi documentari dedicati all'esperienza degli attori bambini, a cominciare da When We Were Young...: Growing Up on the Silver Screen (1989). Nel 2012 un intero programma fu dedicato alla sua personale esperienza: Baby Peggy: The Elephant in the Room, diretto da Vera Iwerebor.
Nel 2015, a 97 anni, tornò a recitare nel cortometraggio Broncho Billy and the Bandit's Secret, diretto da David Kiehn.
È morta il 24 febbraio 2020, all'età di 101 anni.

## Libri
- The Hollywood Posse: The Story of a Gallant Band of Horsemen Who Made Movie History (Boston : Houghton Mifflin, 1975).
- Hollywood's Children: An Inside Account of the Child Star Era (Boston : Houghton Mifflin, 1978).
- Whatever Happened to Baby Peggy?: The Autobiography of Hollywood's Pioneer Child Star (New York : St. Martin's Press, 1996).
- Jackie Coogan, the World's Boy King: A Biography of Hollywood's Legendary Child Star (Lanham, MD: Scarecrow Press, 2003).

## Filmografia

### Cinema muto

#### Cortometraggi
- Her Circus Man, regia di James D. Davis (1921)
- On with the Show, regia di James D. Davis (1921)
- The Kid's Pal, regia di Tom Buckingham (1921), con Brownie the Dog
- Playmates, regia di Fred Hibbard (1921), con Brownie the Dog
- On Account, regia di William Watson (1921)
- Pals, regia di Tom Buckingham (1921), con Brownie the Dog
- Third Class Male, regia di William Watson (1921)
- The Clean Up, regia di William Watson (1921)
- Golfing, regia di Fred C. Fishback (Fred Hibbard) (1921), con Brownie the Dog
- Brownie's Little Venus, regia di Fred Hibbard (1921), con Brownie the Dog
- A Week Off, regia di Fred Hibbard (1921)
- Brownie's Baby Doll, regia di Alfred J. Goulding (1921), con Brownie the Dog
- Sea Shore Shapes, regia di Alfred J. Goulding (1921), con Brownie the Dog
- A Muddy Bride, regia di Fred Hibbard (1921)
- Teddy's Goat, regia di Fred Hibbard (1921)
- Get-Rich-Quick Peggy, regia di Alfred J. Goulding (1921)
- Paradiso folle (Fool's Paradise), regia di Cecil B. DeMille (1921) – non accreditata
- Chums, regia di Fred Hibbard (1921), con Brownie the Dog
- The Straphanger, regia di Fred Hibbard (1922)
- Circus Clowns, regia di Fred Hibbard (1922)
- Little Miss Mischief, regia di Arvid Gillstrom (1922)
- Peggy, Behave!, regia di Arvid Gillstrom (1922)
- The Little Rascal, regia di Arvid Gillstrom (1922)
- Fools First, regia di Marshall Neilan (1922)
- Little Red Riding Hood, regia di Alfred J. Goulding e Al Herman (1922)
- Peg o' the Movies, regia di Alfred J. Goulding (1923)
- Sweetie, regia di Alfred J. Goulding (1923)
- The Kid Reporter, regia di Alfred J. Goulding (1923)
- Taking Orders, regia di Alfred J. Goulding (1923)
- Nobody's Darling, regia di Alfred J. Goulding (1923)
- Tips, regia di Arvid Gillstrom (1923)
- Carmen, Jr., regia di Alfred J. Goulding (1923)
- Miles of Smiles, regia di Alfred J. Goulding (1923)
- Little Miss Hollywood, regia di Al Herman (1923)
- Hansel and Gretel, regia di Alfred J. Goulding (1923)
- Such Is Life, regia di Alfred J. Goulding (1924)
- Peg o' the Mounted, regia di Alfred J. Goulding (1924)
- Our Pet, regia di Herman C. Raymaker (1924)
- The Flower Girl, regia di Herman C. Raymaker (1924)
- Stepping Some, regia di Arvid Gillstrom (1924)
- Poor Kid, regia di Arvid Gillstrom (1924)

#### Lungometraggi
- Penrod, regia di Marshall Neilan (1922)
- Hollywood, regia di James Cruze (1923)
- L'orfanella di New York (The Darling of New York), regia di King Baggot (1923)
- The Law Forbids, regia di Jess Robbins (1924)
- Capitan Baby (Captain January), regia di Edward F. Cline (1924)
- Jack and the Beanstalk, regia di Alfred J. Goulding (1924)
- The Family Secret, regia di William A. Seiter (1924)
- Helen's Babies, regia di William A. Seiter (1924)
- April Fool, regia di Nat Ross (1926)

### Cinema sonoro

#### Cortometraggi
- Off His Base, regia di James Gleason (1932)
- Broncho Billy and the Bandit's Secret, regia di David Kiehn (2015)

#### Lungometraggi
- Eight Girls in a Boat, regia di Richard Wallace (1934)
- The Return of Chandu (1934) – non accreditata
- La casa senza amore (A Girl of the Limberlost), regia di Christy Cabanne (1934) – non accreditata
- Ah, Wilderness!, regia di Clarence Brown (1935) – non accreditata
- Collegio femminile (Girls' Dormitory), regia di Irving Cummings (1936) – non accreditata
- Anime sul mare (Souls at Sea), regia di Henry Hathaway (1937) – non accreditata
- La moglie bugiarda (True Confession), regia di Wesley Ruggles (1937) – non accreditata
- Vacanze d'amore (Having Wonderful Time), regia di Alfred Santell (1938) – non accreditata

### Filmati d'epoca
- Screen Snapshots, Series 2, No. 14-F
- Screen Snapshots, Series 3, No. 3
- Screen Snapshots, Series 3, No. 21
- Hollywood, regia di James Cruze (1923)
- Behind the Scenes (1924) – documentario

### Documentari
- Hollywood's Children, regia di Gene Feldman (1982)
- When We Were Young...: Growing Up on the Silver Screen, regia di Dick Carter (1989)
- Clara Bow: Discovering the It Girl, regia di Hugh Munro Neely (1999)
- The Silent Theatre Murder (2000) – episodio della serie TV E! Mysteries & Scandals
- Child Stars: Their Story, regia di Tony Dow e Melissa Gilbert (2000)
- Clara Bow: Hollywood's Silent Sexpot, regia di John Griffin (2002) – episodio della serie TV Biography
- Cecil B. DeMille: American Epic, regia di Kevin Brownlow (2004)
- Girl 27, regia di David Stenn (2007)
- Twinkel, twinkel, kleine ster: Herinneringen uit Hollywood (2007)
- Frankie Manning/Baby Peggy/Johnny Grant (2008) – episodio della serie TV The Florence Henderson Show
- Fragments: Surviving Pieces of Lost Films, regia di Randy Haberkamp (2011)
- Baby Peggy, the Elephant in the Room, regia di Vera Iwerebor (2012)
- Clara Bow: Hollywood's Lost Screen Goddess, regia di Tony Dimond (2012)

## Riconoscimenti
- Young Hollywood Hall of Fame[3]